# Zinaida Greceanîi
Zinaida Greceanîi (ur. 7 lutego 1956 w Tomsku w ZSRR) – mołdawska ekonomistka i polityk, minister finansów w latach 2002–2005, wicepremier od 2005 do 2008, premier Mołdawii w latach 2008–2009, przewodnicząca Partii Socjalistów Republiki Mołdawii (PSRM), od 2019 do 2021 przewodnicząca Parlamentu Republiki Mołdawii.

## Życiorys
Zinaida Greceanîi urodziła się w 1956 w ówczesnym ZSRR. Z wykształcenia jest ekonomistką. Ukończyła Kolegium Finansowe i Ekonomiczne w Kiszyniowie oraz ekonomię na Państwowym Uniwersytecie Mołdawskim w Kiszyniowie.
W latach 1974–1991 pracowała jako księgowa i audytor w departamencie finansów administracji rejonu Bryczany, a od 1991 do 1994 jako dyrektor sekcji budżetowej w tym rejonie. W latach 1994–1996 była zatrudniona w departamencie budżetu w ministerstwie finansów. Od 1996 do 2000 była dyrektorem tego departamentu. Od 2000 do 2002 zajmowała stanowisko wiceministra finansów.
Zaangażowała się w działalność polityczną w ramach Partii Komunistów Republiki Mołdawii (PCRM). 26 lutego 2002 została mianowana ministrem finansów w gabinecie premiera Vasile Tarleva. 10 października 2005 została natomiast pierwszym wicepremierem w jego drugim rządzie. Była współprzewodniczącą Mołdawsko-Rosyjskiej Międzyrządowej Komisji w sprawie Handlu i Współpracy Ekonomicznej. Prowadziła również negocjacje z Rosją na temat dostaw gazu ziemnego do Mołdawii oraz eksportu mołdawskiego wina na rynek rosyjski.
Po rezygnacji złożonej przez Vasile Tarleva prezydent Vladimir Voronin 21 marca 2008 przedstawił parlamentowi kandydaturę Zinaidy Greceanîi na stanowisko nowego premiera. 31 marca 2008 została zatwierdzona na stanowisku premiera przez parlament – w głosowaniu jej gabinet poparło 56 spośród 101 deputowanych w 101-osobowym parlamencie.
W wyborach w kwietniu 2009 uzyskała mandat posłanki do Parlamentu Republiki Mołdawii. W maju tegoż roku była kandydatką PCRM w wyborach prezydenckich. W pierwszej turze głosowania z 20 maja oraz drugiej z 3 czerwca 2009 jej kandydatura uzyskała poparcie 60 deputowanych komunistycznych, tj. o jeden głos za mało niż wymagana dla wyboru prezydenta większość. Oba głosowania zbojkotowali przedstawiciele trzech partii opozycyjnych, dysponujący w sumie 41 głosami. Skutkiem niewybrania nowego szefa państwa jest konieczność rozpisania nowych wyborów na lipiec 2009, w których z powodzeniem ubiegała się o poselską reelekcję.
3 czerwca 2009 została ponownie desygnowana na stanowisko premiera. 9 września 2009 ogłosiła swoją rezygnację z tej funkcji, by zachować mandat deputowanej (łączenia tych stanowisk zabraniało mołdawskie prawo). 10 września 2009 Vladimir Voronin mianował Vitalie Pîrloga na stanowisko p.o. premiera Mołdawii. Zgodnie z prezydenckim dekretem objął on urząd 14 września 2009.
Zinaida Greceanîi utrzymała miejsce w Parlamencie Republiki Mołdawii także po wyborach w 2010. W trakcie kadencji opuściła komunistów, dołączając do Partii Socjalistów Republiki Mołdawii. W 2014 otwierała listę wyborczą tego ugrupowania, uzyskując reelekcję na kolejną kadencję. W grudniu 2016 została przewodniczącą PSRM, zastępując wybranego na urząd prezydenta Mołdawii Igora Dodona. Utrzymała mandat poselski również w wyborach w 2019.
8 czerwca 2019 została wybrana na nową przewodniczącą mołdawskiego parlamentu. Kierowała nim do końca kadencji w 2021.
W grudniu 2020 zakończyła pełnienie funkcji przewodniczącej PSRM; na czele partii ponownie stanął wówczas Igor Dodon. W wyborach w 2021 z wspólnej listy komunistów i socjalistów ponownie została wybrana na deputowaną.

## Życie prywatne
Zinaida Greceanîi jest zamężna, ma dwoje dzieci.